# Arianna Huffington
Arianna Huffington (de soltera Stasinopoúlou; nacida Αριάδνη-Άννα Στασινοπούλου el 15 de julio de 1950) es una escritora y columnista estadounidense de origen griego. Es conocida sobre todo porque cofundó la web The Huffington Post. Era una popular comentarista conservadora que en la década de 1990 comenzó a adoptar un ideario político más liberal. Estuvo casada con el congresista republicano Michael Huffington.
En 2003 se presentó como candidata independiente a gobernadora de California.
En 2009 fue nombrada por primera vez como el número 12 en la lista de Forbes de las mujeres más influyentes en los medios de comunicación. Alcanzó también el número 42 en The Guardian's Top 100 en lista de los medios de comunicación.
En mayo de 2011, El País anunció su incorporación al consejo de administración del diario, para ayudar a "potenciar la transformación digital del periódico... y aumentar su peso internacional".
Huffington se hizo famosa en la década de 1990 como analista de tendencia conservadora, antes de cambiar de partido y comenzar con el medio edigital The Huffington Post, un "antídoto progresista" y competidor de la página de links y orientación conservadora The Drudge Report. Fue un éxito rotundo. En 2011, Huffington vendió el Huffington a AOL por 315 millones de dólares.
El modelo dependía de una red de blogueros no remunerados, algunos famosos y, por lo tanto, menos dependientes de un buen sueldo que la mayoría, y otros dispuestos a no cobrar a cambio del prestigio de aparecer junto con esas firmas célebres. En marzo, Huffington dijo a The Guardian que los que criticaban su decisión de no pagar a miles de blogueros no entendían el funcionamiento de los sitios de Internet.

## Primeros años
Arianna Huffington nació como Arianna Stasinopoulos en Atenas, capital de Grecia; es la hija de Konstantinos (periodista y consultor de gestión) y Elli (nacida Georgiadi) Stasinopoulos, y es la hermana de Agapi (una autora, locutora y actriz). Cuando tenía 11 años sus padres se separaron, quedando Arianna al cuidado de su madre. Se mudó al Reino Unido a la edad de 16 años y estudió Economía en el Girton College de Cambridge, donde con 21 años llegó a ser presidenta de la Cambridge Union Society, una prestigiosa comunidad de debate que en sus casi dos siglos de existencia solo había sido presidida por dos mujeres.

## Formación
A finales de 1980, Huffington escribió varios artículos para National Review. En 1981 escribió una biografía de María Callas (María Callas: la mujer detrás de la leyenda), y en 1989, una biografía de Pablo Picasso, (Picasso: creador y destructor).
Comenzó a ser conocida nacionalmente en EE UU durante el intento fallido de su marido, en 1994, de llegar al Senado.

### La participación electoral en California
En los primeros años de este siglo, Arianna ya era reconocida en los medios como una brillante generadora de opinión incisiva e inteligente que defendía sus ideas conservadoras en cualquier debate. En un breve plazo y para sorpresa de muchos, pasó a ser una liberal recalcitrante, detractora de las guerras de Afganistán e Irak y activista del Partido Demócrata.
Se presentó a las elecciones para gobernadora de California en 2003, anunciando a los cuatro vientos que era "Hybrid versus Hummer", pero perdió frente a Arnold Schwarzenegger.

### Presencia en los medios
En 2005, lanzó The Huffington Post. En el año 2006 ya fue incluida en la lista de los más influyentes del mundo.
Es invitada habitual de programas tan populares como los de Oprah Winfrey o Larry King. Ha publicado 13 libros, entre biografías, ensayos políticos y textos de autoayuda.

## Vida personal
AOL, que en su día llegó a comprar Warner, se decantó definitivamente en febrero de 2011 por The Huffington Post, del que Arianna era una de sus principales accionistas, para así dotar a su medio de contenidos. En estas fechas en su periódico publicaban unos 6.000 blog, con una media de 25 millones de usuarios al mes, alcanzando su página web el tercer puesto entre los sitios de información más seguidos del mundo. Finalmente, en abril de 2011 se cerró la compra del medio por parte de Time Warner por un precio de 230 millones de euros, cuyos beneficios fueron a parar en su mayor parte a manos de su fundadora.
La venta del medio por este precio tan elevado generó una revuelta entre los blogueros de The Huffington Post, que presentaron una demanda ante un tribunal federal de Manhattan en reclamo por 105 millones de dólares, justo una tercera parte de lo que se embolsaron los propietarios con la venta, solicitando una compensación por sus colaboraciones. En palabras de su promotor, Jonathan Tassini, un conocido activista sindical que ya hace una década luchó contra el Times para proteger los derechos de los periodistas freelance, "The Huffington Post no sería nada sin los blogueros que crean el contenido".